# Фимбулвинтер
В скандинавската митология Фимбулвинтер (от нордически: Fimbulvetr) представлява прелюдия към събитията от Рагнарьок. Фимбулвинтер е всъщност три последователни зими, през които снегът идва от всички страни и няма други сезони. През това време ще има безброй войни и братя ще избиват братя.
Префиксът „fimbul“ означава „големият/великият“, така че правилният превод на думата би бил „великата зима“.
Съществуват няколко извести предположения за това дали тази част от митологията не е свързана с промените в климата, случили се в скандинавските страни към края на скандинавската бронзова епоха или около 650 г. пр. Хр. Преди тази промяна по тези северни земи е значително по-топло.
В Дания, Норвегия и Швеция думата се използва и когато се говори за необикновено дълга и студена зима.